# Trifolium juliani
Trifolium juliani är en ärtväxtart som beskrevs av Jules Aimé Battandier. Trifolium juliani ingår i släktet klövrar, och familjen ärtväxter. Inga underarter finns listade i Catalogue of Life.